# Ian Blumers
Ian Blumers, auch Yann Philippe Blumers, (* vor 1989) ist ein deutscher Kameramann.

## Leben und Wirken
Nachdem er zahlreiche Kurzfilme, darunter prämierte Werke wie Fair Trade von Michael Dreher und Menged von Daniel Taye Workou, gedreht hatte, war Ian Blumers dann überwiegend Kameramann bei Kino- und Werbefilmen. Der Spielfilm Die zwei Leben des Daniel Shore ist nach den Filmen Liveschaltung und Fair Trade die dritte Zusammenarbeit mit dem Regisseur Michael Dreher.

## Filmografie (Auswahl)
- 1998: Coma
- 2006: Menged
- 2006: Fair Trade
- 2007: Capri You Love?
- 2007: Weißt was geil wär…?!
- 2008: Sommer
- 2009: Die zwei Leben des Daniel Shore
- 2009: Headhunter: The Assessment Weekend
- 2014: Wir sind die Neuen
- 2015: Winnetous Sohn
- 2018: Helen Dorn – Schatten der Vergangenheit
- 2018: Helen Dorn – Prager Botschaft
- 2018: Passagier 23 – Verschwunden auf hoher See
- 2019: Weil du mir gehörst
- 2021: Wo ist die Liebe hin
- 2021: Stralsund: Das Manifest
- 2021: Stralsund: Medusas Tod
- 2021: Wolfsland: Böses Blut
- 2022: Der Irland-Krimi: Preis des Schweigens
- 2023: Die Saat – Tödliche Macht
- 2024: Tödliche Schatten
- 2025: Polizeiruf 110: Böse geboren

## Auszeichnungen
- 2006: Best Camera beim Manaki Brothers Film Festival